# For You (テレビドラマ)
『For You』（フォー・ユー）は、1995年1月9日から3月20日まで毎週月曜日21:00 ‐21:54にフジテレビ系の「月9」枠で放送された日本のテレビドラマ。主演は中山美穂。

## 概要
中山美穂が約3年ぶりに出演した月9作品であり、初めてシングルマザーを演じた連続ドラマである。また、当時バラエティアイドルとして活動していた森口博子のフジテレビ制作ドラマへの初出演作品である。本放送終了後、出演者の香取慎吾が、肖像権の管理に厳しいジャニーズ事務所所属であったこと、主題歌がマライア・キャリーのカバー曲の『HERO』であり、著作権料の支払いが高額になることなどから、VHS・DVD共に映像ソフト化がなされていなかったが、2010年5月28日にポニーキャニオンより6枚組のDVD-BOXが発売され、本放送から15年の時を経て映像ソフト化が実現された。

## キャスト
吉倉弥生（25)：中山美穂
本作の主人公。美大生だった5年前に出会った男性・高邑徹と恋におちるが高邑は飛行機事故で死去。その後妊娠がわかり、未婚の母として息子・徹を出産。5年後、設計会社「ネバーランド」で未婚の母であることを内緒で働き始める。もう恋はしないと決めていたため当初は三矢からアプローチを断っていたものの結局は交際し、結婚を決めるが、息子からの反対などから三矢と別れている。両親は既に死去しているらしい。
三矢徹：高橋克典
「ネバーランド」で働く設計技師。ジェットコースターを作っている。弥生に恋心を抱きアプローチ。その後交際し婚約するも別れている。幼少期
碓井幸子：森口博子
「ネバーランド」で働く設計技師。三矢に恋愛感情を抱いている。後に弥生に子供がいることを知ってしまう。
沢木宙(さわきひろし）(19)：香取慎吾（SMAP）
徹が通う「つきみ保育園」の保父で理事長の息子。みゆきと仲がよく最終話でみゆきと結婚する。名前の読みは「ひろし」だが、周りからは「ちゅう先生」と呼ばれている。
吉倉徹(5)：明石亮太朗
弥生の息子。守男に懐いているが、三矢にはあまり懐いていない。
豊原孝：神保悟志
みゆきの元夫で舞の父。弁護士。
高邑義一：平泉成
高邑徹の父で医者。孫の徹を引き取りたいと弥生の前に現れ、弥生を罵倒する発言をするも、守男の説得により引き取ることを断念。
高邑静子：長内美那子
高邑徹の母。
藤崎鞠子：高橋里華
「つきみ保育園」の先生。
松井社長：日野陽仁
設計会社「ネバーランド」社長。
八木竜太：尾形竜太
「ネバーランド」の設計技師。
坂本舞：山中恵子
みゆきの娘。
恵子先生：あらいすみれ
「つきみ保育園」の先生。
河合勝：うじきつよし
幸子のお見合い相手でエリート商社マン。
坂本みゆき：横山めぐみ
弥生の親友。バツイチでシングルマザーとして保険のセールスをしながら娘・舞を育てている。弥生の恋を応援している。宙と仲が良く最終話で結婚する。
小林守男：高嶋政伸
元エリート商社マンで東大卒。前の職場で間接的とはいえ取引先の会社の社長を失踪に追いやったことから会社を退職、その後「つきみ保育園」の保父となる。弥生の家の向かいに住んでおり弥生に恋愛感情を抱いている。また弥生の息子の徹になつかれている。
- 最終話ゲスト出演：荒井注、森脇健児

## スタッフ
- 脚本：中園ミホ、小野沢美暁
- 音楽：羽毛田丈史
- 主題歌：中山美穂「HERO」
- 音楽プロデュース：志田博英
- 演出：石坂理江子、岩本仁志、田島大輔
- 演出補：天野修敬、川村泰祐
- 助監督：山本一男
- プロデュース：栗原美和子
- プロデュース補：小寺尚
- 制作主任：柿本浩樹
- 制作：青木義章、岩村博幸
- 制作著作：フジテレビ

## 放送日程
| 各話                                                       | 放送日        | サブタイトル                                            | 視聴率 |
| ---------------------------------------------------------- | ------------- | ------------------------------------------------------- | ------ |
| 第1話                                                      | 1995年1月9日  | もう恋なんてしない                                      | 22.0%  |
| 第2話                                                      | 1995年1月16日 | なぜキスなんて…                                         | 20.8%  |
| 第3話                                                      | 1995年1月23日 | もう離れられない                                        | 21.8%  |
| 第4話                                                      | 1995年1月30日 | もう嘘はつけない                                        | 20.9%  |
| 第5話                                                      | 1995年2月6日  | 恐れていた瞬間                                          | 22.7%  |
| 第6話                                                      | 1995年2月13日 | 許されない関係                                          | 22.4%  |
| 第7話                                                      | 1995年2月20日 | プロポーズ                                              | 20.2%  |
| 第8話                                                      | 1995年2月27日 | しのびよる不安                                          | 21.7%  |
| 第9話                                                      | 1995年3月6日  | トオルを奪われ、徹に裏切られ、激しく傷ついた弥生は…     | 20.8%  |
| 第10話                                                     | 1995年3月13日 | 母子の危機を救えるのは徹か守男か…弥生を巡るそれぞれの愛 | 21.8%  |
| 最終話                                                     | 1995年3月20日 | 幸せを求めて…ゆれる弥生の愛のゆくえ                     | 21.6%  |
| 平均視聴率 21.5%（視聴率は関東地区・ビデオリサーチ社調べ） |               |                                                         |        |

## 受賞
- 第4回ザテレビジョンドラマアカデミー賞[1]
  - 最優秀作品賞
  - 主演女優賞（中山美穂）
  - 助演男優賞（高橋克典）

## 関連商品
- For You DVD-BOX（ポニーキャニオン、2010年5月28日発売）

## 参考
- For You - テレビドラマデータベース

| フジテレビ系 月曜9時枠の連続ドラマ | フジテレビ系 月曜9時枠の連続ドラマ | フジテレビ系 月曜9時枠の連続ドラマ      |
| 前番組                             | 番組名                             | 次番組                                  |
| ---------------------------------- | ---------------------------------- | --------------------------------------- |
| 妹よ （1994年10月17日 - 12月19日） | For You （1995年1月9日 - 3月20日） | 僕らに愛を! （1995年4月17日 - 6月26日） |